# Juracy Pires Gomes
Juracy Pires Gomes (Ituaçu, 8 de julho de 1932 — Vitória da Conquista, 3 de setembro de 2020) foi o segundo prefeito eleito por voto direto da cidade de Brumado, sendo também eleito por mais dois mandatos.

## Biografia
Juracy Pires Gomes nasceu em 8 de julho de 1932, na Fazenda Lucaia, município de Ituaçu; filho de Joaquim Gomes Pereira  e Antônia Plínia Gomes. Formado em medicina pela Escola Baiana de Medicina e Saúde Pública da Bahia. Casou-se em 25 de janeiro de 1969 com Maria Sônia Guimarães Meira e com ela teve três filhas: Priscila, Patrícia e Daniela.
Em 1952, mudou-se com a família para Brumado, em busca de melhores condições de vida, e em 1960 estabeleceu-se como médico, prestando serviço no Instituto Nacional do Seguro Social (INSS), Magnesita S.A., em um posto estadual de saúde e na unidade da 19º Dires. Fundou também uma clínica particular, em parceria com colegas.

## Carreira política
As gestões de Juracy marcaram a história do desenvolvimento de Brumado, pois foram voltadas para necessidades essenciais: saúde, educação e infraestrutura. Em 1966, afiliado ao partido Aliança Renovadora Nacional (ARENA), por incentivo do amigo e padrinho político, prefeito anterior da cidade, Armindo Azevedo. Juracy foi escolhido por ter sido considerado o candidato ideal para concorrer com o adversário do Movimento Democrático Brasileiro (MDB), Manuel Fernandes, que teve sua candidatura impugnada, e Juracy venceu as eleições municipais de 1966, para o mandato de 1967 — 1970, adquirindo 80% dos votos. Foi também associado aos partidos ARENA1, Partido Democrático Social (PDS) e Partido da Frente Liberal (PFL) Democratas (Brasil) (DEM). Conseguiu se eleger por mais dois mandatos: 1973 — 1976; 1981 — 1984. 
Realizações
Armindo Azevedo, seu companheiro político, conseguiu um gerador de energia elétrica para a cidade, mas só funcionava até às 21h30min. A primeira ação de importância no primeiro mandato de Juracy foi a ampliação da rede de energia, com aquisição de mais quatro geradores e, posteriormente, implantou o sistema fornecido pela hidrelétrica de Paulo Afonso, implantou também o sistema de telefonia e a instalação das torres de televisão de diferentes emissoras, construiu o atual mercado municipal e a Biblioteca Municipal Jarbas Passarinho e viabilizou a construção do primeiro hospital da cidade, através da lei municipal 1325 de 22 de maio de 1967, que mais tarde, o governo estadual o denominou como Hospital Regional de Brumado. Construiu também a atual sede da Prefeitura Municipal e a Barragem do rio do Antônio, além de trazer para Brumado órgãos estaduais importantes, como Centros Regionais Integrados (Cerin), Diretoria Regional de Saúde (Dires) e Circunscrição Regional de Trânsito (Ciretran). Criou também creches e postos de saúde. A Revista Panorama da Bahia publicou uma edição frisando as realizações do então prefeito de Brumado em 1984, destacando o programa Divisão da Saúde, que visava ampliar a assistência à saúde para a população brumadense. 

## Morte
Devido a um problema de saúde não especificado, estava em tratamento na cidade de Vitória da Conquista, sendo transferido para uma unidade de terapia intensiva (UTI), mas não resistiu, falecendo na noite de quinta-feira, 3 de setembro de 2020.